# Terrance Thomas
Terrance Lamar Thomas (Waco, 29 dicembre 1980) è un ex cestista statunitense, professionista nella NBDL e in Europa.

## Palmarès
- Coppa di Germania: 1

Artland Dragons: 2008